# خوانسارک
خوانسارک، از توابع بخش پیربکران شهرستان فلاورجان در استان اصفهان ایران است
در گذشته چشمه ای در آنجا وجود داشته ک نامش برگرفته از آن است

## جمعیت
این روستا در دهستان گرکن شمالی قرار دارد و براساس سرشماری مرکز آمار ایران در سال ۱۳۸۵، جمعیت آن ۱٬۷۳۲ نفر (۴۲۵خانوار) بوده‌است.